# Budynek mieszkalny przy ulicy marszałka Józefa Piłsudskiego 92 we Wrocławiu

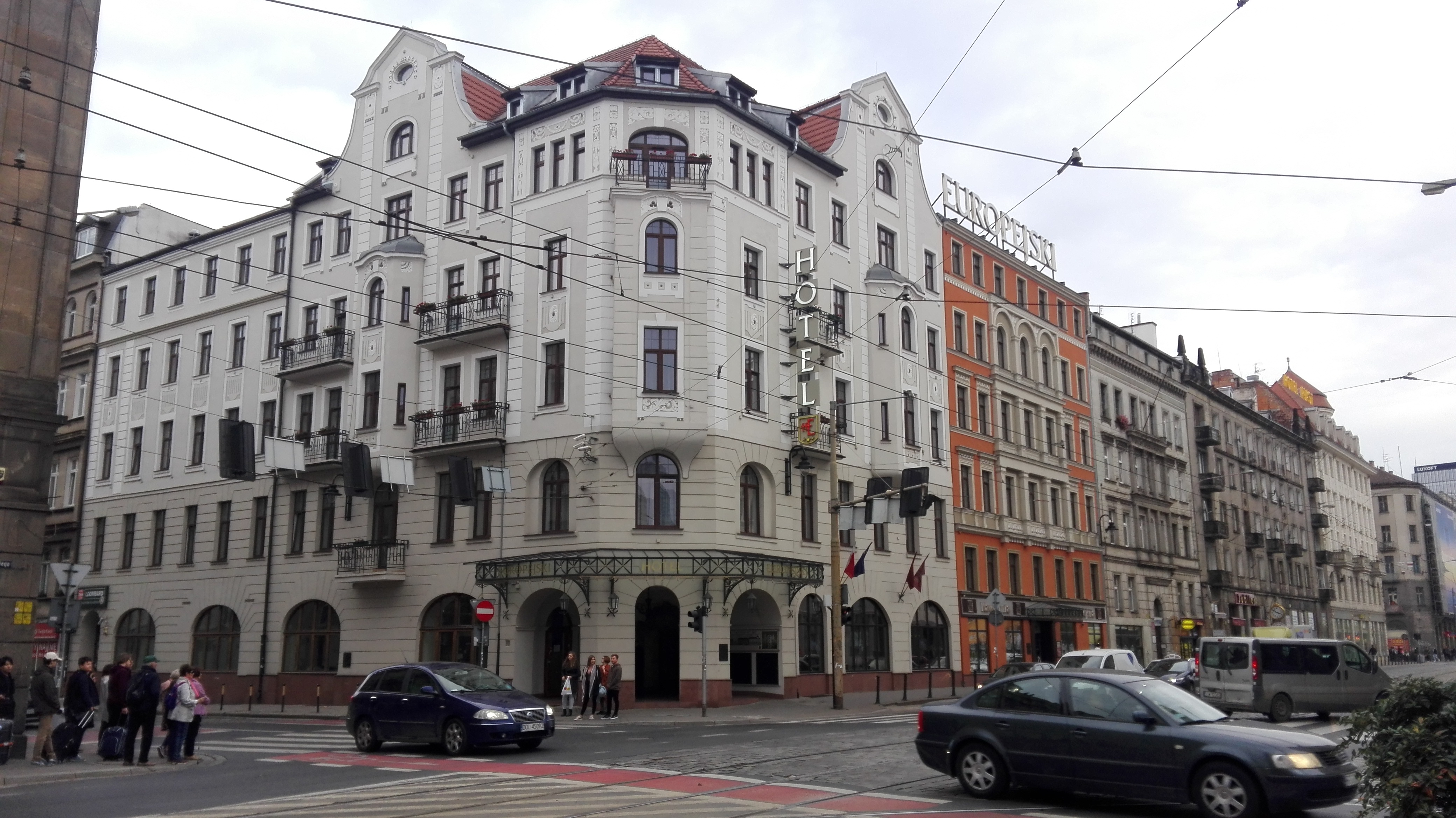
Pierzeja północna ulicy z budynkiem nr 92

Budynek mieszkalny przy ulicy marszałka Józefa Piłsudskiego 92 – budynek mieszkalny położony we Wrocławiu na osiedlu Przedmieście Świdnickie, w pobliżu dworca Wrocław Główny. Adres budynku to ulica marszałka Józefa Piłsudskiego 92. Jest to kamienica czynszowa zaprojektowana 1860 r. Styl fasady budynku należy się w nurtu neoklasycyzmu.

## Położenie i otoczenie
Budynek położony jest we Wrocławiu na osiedlu Przedmieście Świdnickie, w dawnej dzielnicy Stare Miasto. W pobliżu znajduje się dworzec kolejowy Wrocław Główny. Adres budynku to ulica marszałka Józefa Piłsudskiego 92. Współtworzy on wraz z numerami 88, 90, 94, 96 i 98 północną pierzeję tej ulicy na odcinku od ulicy Stawowej do ulicy Hugona Kołłątaja.
Teren, na którym posadowiony jest budynek, to obszar zabudowy śródmiejskiej, gęsto wypełniony tkanką miejską, charakteryzującej się przemieszaniem zabudowy o podstawowej funkcji mieszkaniowej z zabudową także o innym przeznaczeniu. Obszar ten pod względem podziału na dzielnice urbanistyczne określany jest jako śródmieście, jednostka urbanistyczna Przedmieścia Świdnickiego i Oławskiego. Ponadto pod względem funkcjonalnym wskazano układ pasmowy miasta, a ulica leży w paśmie określanym jako pasmo działalności gospodarczej (centralne pasmo aktywności gospodarczej). Występująca tu wysoka intensywność wykorzystania terenu, przy dominującej funkcji mieszkaniowej, skutkuje także wysoką gęstością zaludnienia, pomimo lokalizacji w tym obszarze największej liczby obiektów usługowych. W układzie urbanistycznym dominuje ukształtowanie bloków urbanistycznych w postaci kwartałów zabudowy, w ramach których umiejscowiono funkcje reprezentacyjne na zewnątrz kwartału, a funkcje użytkowe do wewnątrz. Dominuje tu pierzejowa zabudowa wzdłuż ulic. Sama ulica przy której stoi budynek stanowi ogólnomiejski rdzeń przestrzeni publicznych o charakterze reprezentacyjnym. Jest to także droga zbiorcza, stanowiąca przy tym główny korytarz tramwajowy. Główny dworzec kolejowy, dworzec autobusowy (położony po południowej stronie dworca kolejowego) wraz z licznymi przystankami autobusowymi i tramwajowymi, stacjami roweru miejskiego w ramach rowerowej strefy centralnej, parkingami, razem stanowią śródmiejski węzeł przesiadkowy o charakterze miejsko-aglomeracyjnym.
Wskazuje się ponadto na gęstą sieć uliczną i linii transportu publicznego. Obszar ten cechuje się najlepszym dostępem do infrastruktury komunikacyjnej, zarówno ze względu na wymieniony dworzec kolejowy, jak i dużą liczbę przystanków, zarówno przystanków tramwajowych jak i przystanków autobusowych oraz dużą liczbę linii komunikacyjnych wyznaczonych w okolicy w ramach wrocławskiej komunikacji miejskiej.

## Historia
Budynek został zaprojektowany w 1860 r.. Autor projektu jest nieznany. Tak samo nieznana jest data zakończenia budowy. Podaje się, że nastąpiło to około 1890 r.. Po tej dacie w budynku prowadzono różne roboty budowlane. Obejmowały one między innymi w 1898 r. przebudowę sklepów w poziomie parterów, wymianę stropów kolebkowych na stropy typu Kleina nad piwnicami i powiększenie witryn, w 1911 r. kolejną przebudowę sklepów, w 1921 r. kolejną wymianę witryn sklepowych powiązaną z ich powiększeniem, a w 1934 r. doprowadzeniem pionów wodnych i kanalizacyjnych do łazienek w mieszkaniach.
W wyniku działań wojennych prowadzonych podczas oblężenia Wrocławia w 1945 r. pod koniec II wojny światowej część zabudowy uległa zniszczeniu, ale budynek pod numerem 92 ocalał i miał przypisany adres przy ulicy Karola Świerczewskiego 92. W ramach pierzei całkowitemu zniszczeniu uległa tylko zabudowa pomiędzy tym budynkiem a hotelem Piast pod numerem 98. W 1955 r. zbudowano w wolnej przestrzeni przylegający po stronie wschodniej do tej kamienicy budynek mieszkalno-usługowy przy ulicy marszałka Józefa Piłsudskiego 94-96. Jeśli zaś chodzi o samą kamienicę to w okresie powojennym można wymienić takie prace jak wykonany w 1959 r. remont fasady, w tym między innymi uzupełnienie ubytków w tynkach oraz usunięcie lekko uszkodzonej figury alegorycznej w niszy położonej na poziomie pierwszego piętra, dalej w 19643 r. przebudowę sklepu z przeznaczeniem na wejście i zaplecze dla lokalu gastronomicznego położonego w budynku pod numerem 88 i 90 (połączenie obu przestrzeni w trzech budynkach), oraz w 1978 r. remonty elewacji, zarówno fasady jak i elewacji tylnej od strony podwórza. W latach 70. i 80. XX wieku właścicielem budynku było Wojewódzkie Zjednoczenie Gospodarki Komunalnej i Mieszkaniowej, a użytkownikiem Dzielnicowy Zarząd Budynków Mieszkalnych „Stare Miasto”. Współcześnie natomiast stanowi współwłasność gminy, osób fizycznych i innych osób prawnych.

## Architektura, nieruchomość i aspekty budowlane
Architekturę budynku określa się jako kamienicę czynszową z dekoracją fasadą w stylu historyzmu /neoklasycyzm/. Szerokość fasady wynosi 15,95 m. Zarówno bryłę budynku jak i jej rzut prostokątny na płaszczyznę terenu określa się jako zwartą i symetryczną. Pierwsza kondygnacja wykonana około 15 cm poniżej poziomu terenu traktowana była niegdyś jako piwnica. Tu znajdują się lokale użytkowe. Ponad nią zbudowano cztery kondygnacje nadziemne. Nad tymi kondygnacjami znajduje się jeszcze poddasze, również wykorzystywane do celów mieszkalnych. We współczesnej ewidencji gruntów i budynków obiekt widnieje jako budynek o pięciu kondygnacjach nadziemnych. Rodzaj według Klasyfikacji Środków Trwałych przypisany ma jako m - budynki mieszkalne (110). Jego powierzchnia zabudowy wynosi 245 m². Kubatura budynku wynosi 3.697,9 m³, a powierzchnia użytkowa wynosi 845,0 m².
Budynek został wykonany jako murowany. Stropy nad piwnicami zostały wykonane w systemie typu Kleina, a dla wyższych kondygnacji drewniane. Całość przykryta jest dachem opartym na więźbie drewnianej typu pulpitowego. Pokrycie wykonane zostało z papy bitumicznej. Według stanu na 1980 r. w otworach okiennych zamontowano skrzynkowe okna podwójne, drewniane. We wnętrzach zastosowano drzwi drewniane płycinowe. Schody wyrównawcze w sieni oparte na ściankach murowanych miały wykonane stopnice drewniane. W klatce schodowej wykonano schody nakładane ze stopnicami z jastrychu cementowego. Przy biegach wykonano drewniane balustrady tralkowe.
Budynek położony jest na działce o polu powierzchni wynoszącym 243 m², która ma określony klasoużytek na B - tereny mieszkaniowe. Wnętrze międzyblokowe (podwórze) jest w zasadniczej części własnością Gminy Wrocław. Jego pole powierzchni wynosi około 1.382 m² (powierzchnia działki należącej do gminy, nie uwzględniono stosunkowo drobnych powierzchni przynależących do niektórych nieruchomości sąsiednich).

## Ochrona

### Ochrona budynku
Budynek ujęty został w ewidencji zabytków. Został mu przypisany identyfikator jednolitej informacji przestrzennej Inspire id: PL.1.9.ZIPOZ.NID_E_02_BK.167792. W ewidencji gminnej rodzaj ochrony określono jako: miejscowy plan zagospodarowania przestrzennego, przy czym ochronie podlegają: bryła i gabaryty budynków, forma architektoniczna, artykulacja i sposób opracowania elewacji, podziały i detale elewacji, formy dachów. Określono także dopuszczalny zakres ewentualnej rozbudowy oraz ograniczenia dotyczące montażu elementów i urządzeń.

### Ochrona obszaru
Obszar, na którym położony jest budynek, to historyczny układ urbanistyczny Przedmieścia Południowego we Wrocławiu, który jako założenie przestrzenne objęte jest ochroną w ramach gminnej ewidencji zabytków oraz ujęty jest w wojewódzkim wykazie zabytków. Układ ten kształtowany był począwszy od XIII wieku, a następnie od około 1840 r, do początku lat 60. XX wieku. Rodzaj ochrony określony jest na inny. Stan zachowania obszaru oceniany jest na: 4 – dobry / 5 – bardzo dobry.